# Andreas Walzer
Andreas Walzer (né le 20 mai 1970 à Hombourg) est un coureur cycliste allemand. Il est actuellement directeur sportif de l'équipe MLP Bergstrasse.

## Biographie
Coureur sur piste au début de sa carrière amateure, Andreas Walzer a été champion olympique de poursuite par équipes aux Jeux olympiques de Barcelone en 1992 avec Jens Lehmann, Michael Glöckner et Stefan Steinweg.
Il a effectué une carrière professionnelle sur route de cinq ans, durant lesquels il a été sacré champion d'Allemagne du contre-la-montre à deux reprises. En 2001, il doit mettre fin à sa carrière en raison de problèmes cardiaques. Il a ensuite rejoint la chaîne de télévision ARD en tant que consultant sportif.
En 2008, il a intégré l'encadrement du FC Rheinland-Pfalz, équipe amateure allemande de Rhénanie-Palatinat.

## Palmarès sur piste

### Jeux olympiques
- Barcelone 1992
  -  Champion olympique de poursuite par équipes (avec Jens Lehmann, Michael Glöckner, Stefan Steinweg et Guido Fulst)

### Championnats du monde amateurs
- Maebashi 1990
  -  Médaillé d'argent de la poursuite par équipes amateurs
- Stuttgart 1991
  -  Champion du monde de poursuite par équipes amateurs (avec Jens Lehmann, Michael Glöckner et Stefan Steinweg)

### Championnats d'Allemagne
- 1989
  -  Champion d'Allemagne de poursuite individuelle amateurs
- 1990
  -  Champion d'Allemagne de poursuite par équipes amateurs (avec Michael Glöckner, Uwe Messerschmidt et Cedrik Güthe)
- 1991
  -  Champion d'Allemagne de poursuite individuelle amateurs
  -  Champion d'Allemagne de course aux points amateurs
- 2001
  - 2e de la poursuite par équipes
  - 3e de la poursuite individuelle
  - 3e de l'américaine

## Palmarès sur route

### Palmarès amateur
- 1990
  - Rund um den Kurpark
- 1991
  - 5e étape du Tour de Liège
- 1993
  - Tour du Sachsenring
  -  Médaillé d'argent au championnat du monde du contre-la-montre par équipes amateurs
- 1994
  - Tour de Nuremberg
  -  Médaillé d'argent du championnat du monde militaire du contre-la-montre par équipes
- 1995
  - 5e étape du Tour de Bavière
  - Classement général du Tour de Moselle
  - 3e du Berliner Etappenfahrt
- 1996
  - 1re étape du Tour de Hesse
  - 3e du Tour de Bavière

### Palmarès professionnel
- 1997
  -  Champion d'Allemagne du contre-la-montre
  - 5e étape du Tour de Langkawi
  - 5eb étape du Tour de Hesse (contre-la-montre)
  - 2e du Coca-Cola Trophy
- 1998
  - OZ Wielerweekend :
    - Classement général
    - 1reb étape (contre-la-montre)

  - 2e du championnat d'Allemagne du contre-la-montre
  - 3e du Tour du Japon
- 1999
  -  Champion d'Allemagne du contre-la-montre
- 2001
  - 3e du championnat d'Allemagne du contre-la-montre